# Jász himnusz
A Jász himnusz Gaál Áron verse, melyet a magyarországi jászok kulturális vezetőinek felkérésére írt, már több fordításban is megjelent (szlovák, szerb, eszperantó). A szövegéhez tartozó dallamot Borsodi László szerezte.

## Története

### Keletkezése
1995-ben Jászberényben megtartották az első Jász Világtalálkozót, amelyet a redemptio (azaz a jászkun területek önköltségen való visszavásárolása a Német Lovagrendtől) 250. évfordulója alkalmából rendeztek.  
Az egyre erősödő jász öntudat egy himnusz írására is felkérték Gaál Áron költőt, publicistát, aki anyai ágon maga is jász felmenőkkel rendelkezik.

### Hatása
A jász himnusz megírását követően különböző lapokban, kéziratokban terjedt, továbbá 7000 példányban adták ki. Miután jász települések főterein a tömegek előtt felolvasták, s az eseményeket megörökítette a televízió a Budapesti Zeneakadémia professzora, Borsodi László megzenésítette a költeményt. 
Ezt követően a jászsági egyházakkal való egyeztetés után a himnusz felhangzik minden jász ünnep alkalmával a templomokban. A jász himnuszból készült színpadi játék, táncjáték, képeslap és grafikai sorozat is. A tizedik alkalommal megrendezett Jász Világtalálkozó emlékére a Jászladányi Nagyközség Önkormányzata felavatott a jászok köve nevű emlékművet, ahová Wass Albert Üzenet haza című verse mellett egy márványtáblára felvésték a Jász himnusz első három versszakát.

## A mű
Gaál ÁronJász himnusz
Jöttünk Napkeletről, sorsunk csillaga után
Bővizű országba hozott lovunk, gulyánk
Hoztuk az otthonunk, mi szekérre fért mindent
Táncot, dalt, nyelvet és egy gyermek Istent.

Elsötétült a Nap nyílvesszőink mögött
Ménjeink patái alatt a szűzföld felnyögött
Felsírt a csecsszopó, „Ments meg Uram minket!”
Jajgatták asszonyok égő vermeikben.

Ám csapdába csalt csalás. S bár kegyelem helyett
Az utolsó szó jogán még lesújtott Lehel,
Kürtünk rekedt hangja a forró mezők fölött
Nem riadt már többé, sem hűvös hegyek között.

A rónaság felé a bércek már nem visszhangozták tovább.
Lettünk nyájőrző nép, pásztor katonák.
S kőhalom lett a házunk, s Hazánk sík vidék,
Mert tatár pusztított, török, dragonyos vitéz.

Fogyott és telt a Hold, letűnt s felkelt a Nap.
S lassan elkopott a századok alatt.
Nyelvünk, hitünk veszett, ami volt régi, szép.
Csak táncunk maradt meg még, dalunk és mesénk.

Idegen királyunk szolgaságra adott
Nyakunkra jármot tett nem kívánt hatalom,
De mint Krisztus Úr minket, koponya rögön
Megváltva lelkeinket s kölykünknek jövőt.

Maga ura lett, ki korábban már az volt:
Saját Kapitányunk adta s vette a szót
S hogy Rákóczi itt pihent, s üzent értünk Kossuth
Nem vetettünk többé sem zabot, hogy úr.

Legyünk portánkon, sem magot kenyérnek,
De huszárrohammal vettük be Eszéket
S hogy kedvünk odaveszett, bukott csaták nyomán
S éltünket vonszoltuk verítékben tovább.

Vasban is vérben is tudtuk, hogy csak azt,
Mert őseink jogán a szívünk volt szabad
Az erőnk-akaratunk, s adott szavunk-hitünk,
Mert jászok voltunk, s míg áll e Hon, leszünk!

Tenger-rétjeinken, sziget-erdeinkben,
Görbe utcáinkon légy velünk nagy Isten
Zúgó harangszó közt ég felé száll imánk:
Védd meg Boldogasszony jász földünk, sík Hazánk!

Védd meg a Gonosztól, ha kell úgy önmagától
Azt is ki magzatát dobja el magától
Azt is ki tömegben lehet csak egyedül
Adj hitet, adj reményt a jász népnek, nekünk!

Adjál szeretetet annak, kinek nem volt
Csillagokat szórjon árvánknak a mennybolt
Nyájőrző katonák, pásztoraid itt lenn

Csak Te Benned bízunk, segíts meg jász-Isten!
Jászkisér - Pilisjászfalu, 2000. december 16-21.